# Anthony Condello
Anthony Condello (ur. 30 grudnia 1972) – australijski judoka.
Brązowy medalista mistrzostw Oceanii w 1994. Trzeci na mistrzostwach Australii w 1994 roku.